# Bonneville-sur-Touques
Bonneville-sur-Touques ist eine französische Gemeinde mit 323 Einwohnern (Stand: 1. Januar 2022) des Départements Calvados in der Region Normandie. Administrativ ist sie dem Kanton Pont-l’Évêque und dem Arrondissement Lisieux zugeteilt. Die Einwohner werden Bonnevillais genannt.

## Geographie
Bonneville-sur-Touques liegt etwa 23 Kilometer südsüdwestlich von Le Havre in der Landschaft Pays d’Auge nahe der Atlantikküste des Ärmelkanals und am Touques, der die Gemeinde im Westen begrenzt. Umgeben wird Bonneville-sur-Touques von den Nachbargemeinden Touques im Norden, Saint-Gatien-des-Bois im Osten und Nordosten, Englesqueville-en-Auge im Osten, Canapville im Südosten, Saint-Étienne-la-Thillaye im Süden, Tourgéville im Westen und Südwesten sowie Saint-Arnoult im Westen und Nordwesten.

## Bevölkerungsentwicklung
| Jahr                      | 1962 | 1968 | 1975 | 1982 | 1990 | 1999 | 2006 | 2013 |
| Einwohner                 | 269  | 284  | 335  | 342  | 354  | 318  | 374  | 383  |
| Quelle: Cassini und INSEE |      |      |      |      |      |      |      |      |

## Sehenswürdigkeiten

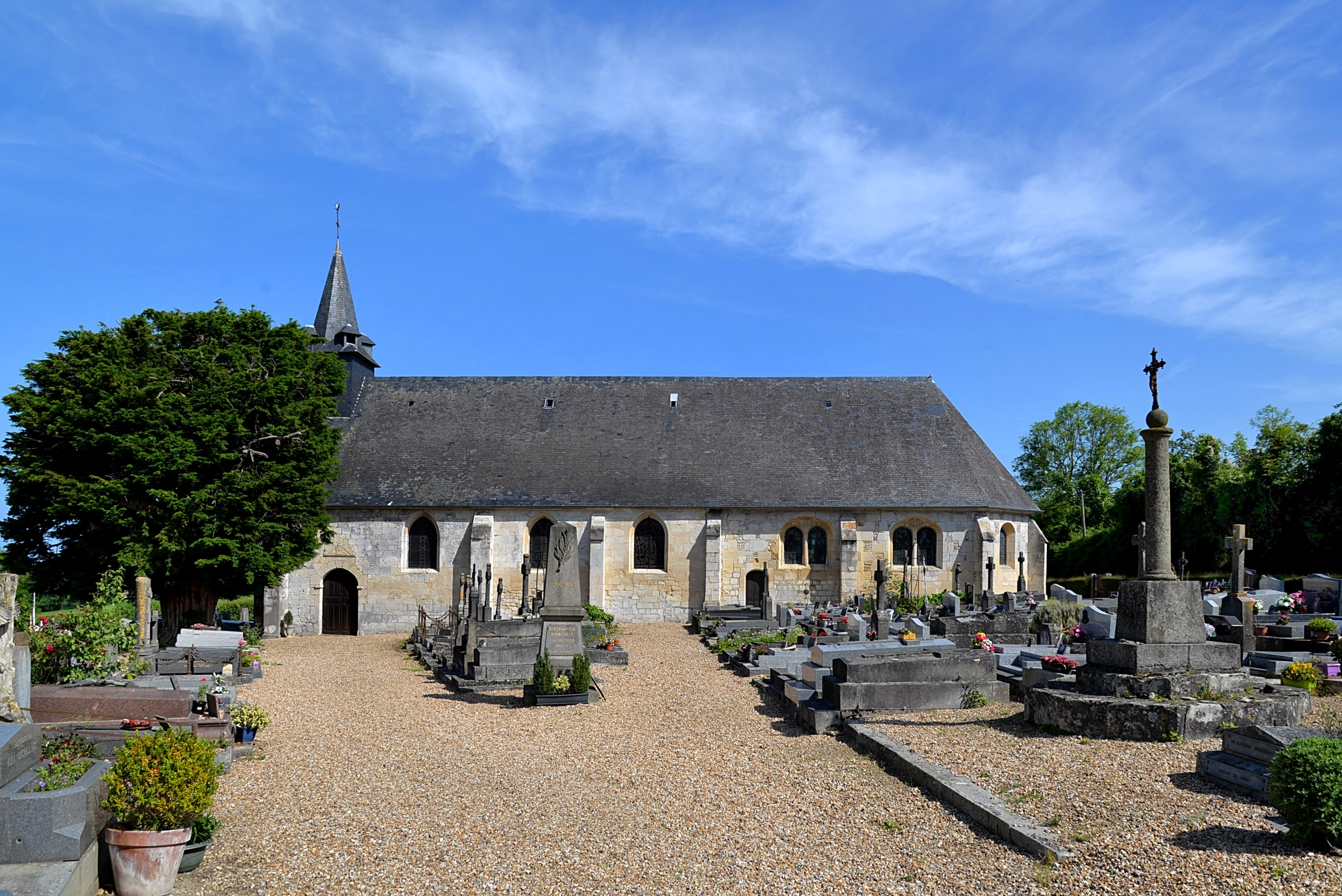
Kirche Saint-Germain-Saint-Loup

- Kirche Saint-Germain-Saint-Loup aus dem 18. Jahrhundert
- Burg Bonneville-sur-Touques aus dem 11. Jahrhundert, seit 1964 Monument historique
- Herrenhaus

## Persönlichkeiten
- Robert de Ros (um 1182–1227), Vogt von Bonneville-sur-Touques

## Trivia
Wilhelm der Eroberer soll die Burg hier zur Vorbereitung der Eroberung Englands und regelmäßig zur Jagd in den umgebenden Wäldern genutzt haben. Die Burg soll ferner von Johann Ohneland genutzt worden sein.